# 陳本欽
陳本欽（1560年—？），字子安，號曙空，浙江紹興府餘姚縣民籍，明朝人物。

## 生平
习《書经》，縣學附學生。萬曆十九年（1591年）中式辛卯科浙江鄉試第五十三名舉人。三十三年授象山縣學教諭。丁憂歸。

## 家族
曾祖陳克宅，正議大夫右副都御史、食二品俸；祖陳有孚，通判；父陳啓和，庠生。母吴氏。具庆下。兄本清，庠生。弟本镕、本铨等。